# Smlouva o obchodu se zbraněmi
Smlouva o obchodu se zbraněmi (anglicky: Arms Trade Treaty, zkráceně ATT) je mezinárodní dokument, pro jehož vznik hlasovalo v roce 2006 ve Valném shromáždění OSN 153 členských států s cílem ustavit odpovědnou globální kontrolu nad mezinárodním obchodem se zbraněmi.
Ten je například podle organizace Amnesty International zabývající se lidskými právy dosud regulován nedostatečně, a zbraně tak mohou proudit na místa, kde dochází k bezpráví. Další organizace upozorňují na vliv nekontrolovaného obchodu se zbraněmi na světovou chudobu a udržitelný rozvoj.
Státy podporující přijetí Smlouvy o obchodu se zbraněmi se v rezoluci Valného shromáždění OSN číslo 61/89  shodly, že „transfery konvenčních zbraní jsou faktorem, který přispívá ke konfliktům, vyhánění lidí z jejich domovů, zločinu a terorismu, a který tudíž podrývá mír, bezpečnost, stabilitu a udržitelný rozvoj“.
Smlouva se však nezabývá vnitrostátním obchodem se zbraněmi, nepřináší tedy státům žádné povinnosti ve věci domácí výroby zbraní nebo regulace civilního vlastnictví.

## Přijetí
V roce 2007 zahájil na základě rezoluce Valného shromáždění generální tajemník OSN konzultace o „uskutečnitelnosti, rozsahu a parametrech“ budoucího dokumentu. Své názory zaslalo OSN asi 100 členských států. Expertní skupina složená ze zástupců Argentiny, Brazílie, Číny, Egypta, Francie, Indonésie, Mexika, Ruska, Jihoafrické republiky a Velké Británie ukončila svá jednání 8. srpna 2008, její zprávu projedná Valné shromáždění OSN do konce roku.

### Státy, které jednání podpořily
Albánie, Argentina, Austrálie, Rakousko, Belgie, Benin, Bosna a Hercegovina, Bulharsko, Burkina Faso, Černá Hora, Česká republika, Chile, Dánsko, Ekvádor, Estonsko, Finsko, Řecko, Guatemala, Guinea, Guinea-Bissau, Haiti, Chorvatsko, Island, Irsko, Itálie, Japonsko, Kamerun, Keňa, Kolumbie, Kostarika, Republika Kongo, Kypr, Lotyšsko, Libérie, Lichtenštejnsko, Maďarsko, Severní Makedonie, Malawi, Malta, Mexiko, Moldavsko, Monako, Německo, Nizozemí, Nový Zéland, Niger, Nigérie, Norsko, Panama, Peru, Pobřeží slonoviny, Polsko, Portugalsko, Rovníková Guinea, Rumunsko, Rwanda, Salvador, Senegal, Srbsko, Slovensko, Slovinsko, Španělsko, Švédsko, Togo, Trinidad a Tobago, Turecko, Uganda, Východní Timor, Spojené království Velké Británie a Severního Irska, Tanzanie, Uruguay, Zambie.

### Státy, které se zdržely hlasování
Bahrajn, Bělorusko, Čína, Egypt, Indie, Irák, Izrael, Írán, Jemen, Kuvajt, Libye, Marshallovy ostrovy, Nepál, Omán, Pákistán, Katar, Ruská federace, Saúdská Arábie, Súdán, Sýrie, Spojené arabské emiráty, Venezuela, Zimbabwe.

### Státy, které hlasovaly proti
Proti hlasovaly pouze Spojené státy americké.

## Pět zlatých pravidel obchodu se zbraněmi
Ke vzniku Smlouvy o obchodu se zbraněmi vyzývá více než 800 neziskových organizací z celého světa, které se zabývají regulací obchodu se zbraněmi nebo související problematikou. Podařilo se jim například získat více než milion podpisů pod globální fotografickou petici Milion Faces podporující přijetí ATT. Připojila se k ní například i zpěvačka Dido, hudebník Manu Chao nebo generální tajemník Rady Evropy Terry Davis.

## Pět zlatých pravidel
Koalice organizací, které společně vytvořily kampaň Control Arms, prosazuje, aby se součástí dokumentu stalo „pět zlatých pravidel obchodu se zbraněmi“.
Podle nich státy nesmí povolit žádné transfery konvenčních zbraní nebo munice, pokud:
1. budou nebo mohou být použity k vážnému porušování lidských práv nebo mezinárodního humanitárního práva;
2. by mohly ohrožovat trvale udržitelný rozvoj nebo by mohly přispívat korupci;
3. by mohly vyvolávat nebo zhoršovat ozbrojený konflikt;
4. by mohly přispívat k ozbrojenému zločinu;
5. by mohly být zneužity k terorismu.